# Златомир Загорчић
Златомир Загорчић (буг. Златомир Загорчич; Нови Сад, 15. јун 1971) је бивши српско-бугарски фудбалер и тренутни фудбалски тренер. Играо је на позицији одбрамбеног играча.

## Каријера

### Играчка каријера
Поникао је у Војводини, чију је комплетну омладинску школу прошао. Међутим, професионалну каријеру је почео у Новом Саду за који је наступао од 1990. до 1997. године. Био је капитен екипе више од три године. Добре игре су га препоручиле Драгољубу Беквалцу, тадашњем тренеру Литекса из Ловеча, који га је довео у Литекс. По његовом доласку Литекс осваја две титуле првака Бугарске први пут у историји клуба. Током 1998. био је проглашен за најбољег одбрамбеног играча бугарског првенства заједно са његовим саиграчем Росеном Кириловим. Литекс га је 1999. послао на позајмицу у турски Аданаспор. За Аданаспор је одиграо само три утакмице и убрзо се враћа у Литекс. У фребруару 2000. продат је швајцарском Лугану, за који је наступао до 2002. године. Поново се августа 2002. враћа у Литекс. Са Литексом је 2004. године освојио куп Бугарске. За време финалне утакмице против ЦСКА из Софије, Загорчић је напустио утакмицу јер је добио страшан ударац у главу, због чега је зарадио 12 шавова на глави, пет унутрашњих и седам спољашњих. Иако повређен, он се вратио из болнице на стадион да би одгледао утакмицу до краја. Враћа се у Србију 2005. године, где поново наступа за Нови Сад у којем је завршио играчку каријеру.

### Тренерска каријера
Као тренер каријеру је почео 2006. године. Био је помоћник Љупку Петровићу у Литексу од 2006. до 2007. године, затим од 2008. тренер у омладинској школи Војводине, да би 2012. године био постављен за првог тренера. Међутим, после осам утакмица је добио отказ. Наредне године је постао тренер Литекса, у којем се задржао до 2014. године. Исте године у октобру преузима Доњи Срем, чији ће тренер бити до марта 2015. када је споразумно раскинуо уговор и поново постао тренер Војводине. Са Војводином је у 3. колу квалификација за Лигу Европе остварио историјски успех поразивши италијанску Сампдорију, након две утакмице укупни резултат је био 4:2 у корист Војводине. У октобру исте године Загорчић је смењен због лоших резултата у првенству Србије.

## Репрезентација
После неколико месеци од доласка у Литекс, Загорчић је добио понуду да узме бугарско држављанство и заигра за репрезентацију Бугарске. Пошто је добио позив непосредно пре почетка Светског првенства 1998. године у Француској, није био у могућности да путује на првенство. Био је део репрезентације која је учествовала на Европском првенству 2004. године у Португалији. Одиграо је две утакмице, прву против Данске, у којој је Бугарска поражена са 2:0, другу против Италије, где је Бугарска поражена са 2:1. За репрезентацију Бугарске је забележио 23 наступа.

## Приватни живот
Златомир Загорчић је рођен 15. јуна 1971. године у Новом Саду. Воли да гледа филмове, трилере и акционе. Оженио се 30. маја 1998. године Дубравком, са којом је добио два детета. У Бугарској је познат под надимком Заги, а у Србији као Загор.

## Трофеји
Литекс
- Прва лига Бугарске (2): 1997/98, 1998/99
- Куп Бугарске: 2004